# Hubbardston
Hubbardston é uma vila localizada no estado americano de Michigan, no Condado de Clinton e Condado de Ionia.

## Demografia
Segundo o censo americano de 2000, a sua população era de 394 habitantes.
Em 2006, foi estimada uma população de 397, um aumento de 3 (0.8%).

## Geografia
De acordo com o United States Census Bureau tem uma área de 4,2 km², dos quais 4,1 km² cobertos por terra e 0,1 km² cobertos por água. Hubbardston localiza-se a aproximadamente 208 m acima do nível do mar.

## Localidades na vizinhança
O diagrama seguinte representa as localidades num raio de 16 km ao redor de Hubbardston.